# Agata Buzek
Agata Bronisława Buzek (sinh ngày 20 tháng 9 năm 1976) là một diễn viên và người mẫu người Ba Lan.
Agata Buzek sinh tại Pyskowice thuộc Quận Gliwice, Ba Lan. Cô là con gái của chính trị gia, cựu Thủ tướng Ba Lan và Chủ tịch Nghị viện Châu Âu Jerzy Buzek. Khi còn bé, cô mắc căn bệnh bại liệt và phải đến Đức để điều trị. Sau khi theo học tại Học viện nghệ thuật sân khấu quốc gia Aleksander Zelwerowicz ở Warsaw, cô đến Paris để theo nghiệp người mẫu.
Agata Buzek đã vinh dự nhận Giải thưởng Hàn lâm Ba Lan ở hạng mục Nữ diễn viên phụ xuất sắc nhất năm 2003 và Giải thưởng Sao băng tại Liên hoan phim quốc tế Berlin lần thứ 60.

## Thành tích nghệ thuật
- The Supplement (2002) trong vai Người mẫu thời trang
- The Revenge (2002) trong vai Klara
- The Hexer (2002) trong vai Pavetta
- Tajemnica twierdzy szyfrów  (2007) trong vai Kerstin Nowolk
- Reverse (2009) trong vai Sabina
- Hummingbird (2013) trong vai Cristina
- Obce Ciało (2014) trong vai Katarzyna
- Fotograf (2015) trong vai Kasia Przybylska
- 11 Minutes (2015) trong vai Người leo núi
- The Innocents (2016) trong vai Maria
- High Life (2018) trong vai Nansen